# Andrea Brzobohatá
Andrea Brzobohatá (* 9. června 1971 Brno) je česká politička a manažerka neziskových organizací, v letech 2017 až 2021 poslankyně Poslanecké sněmovny PČR, od roku 2024 zastupitelka Středočeského kraje, členka hnutí ANO.

## Život
Otce nikdy nepoznala, matka jí zemřela na leukémii, když jí bylo devět let. Vychovávali ji babička s dědou, později teta se strýcem. Vystudovala Střední pedagogickou školu v Kroměříži a později i CEMI (Central European Management Institute) v Praze. Dvacet let pracovala v reklamní agentuře.
V roce 2010 onemocněla těžkou meningitidou. Postupně jí začaly selhávat jednotlivé orgány. Aby jí lékaři zachránili život, museli provést amputaci dolních končetin. Po překonání nemoci se začala věnovat svému občanskému sdružení No foot no stress, které založila společně s kamarády na pomoc amputářům. Pracuje ve Sdružení proti meningitidě.
V letech 2009 až 2011 a opět od roku 2013 je předsedkyní představenstva v akciové společnosti BUILDING Holding. V letech 2009 až 2011 byla také předsedkyní představenstva akciové společnosti FRIGOMONT. Od roku 2015 je předsedkyní spolku ČERNÍ KONĚ, klub v AČR.
Andrea Brzobohatá žije ve Středočeském kraji, je rozvedená, má dceru Nikol a syna Adama.

## Politické působení
Ve volbách do Poslanecké sněmovny PČR v roce 2017 byla jako nestraník za hnutí ANO 2011 zvolena poslankyní ve Středočeském kraji, a to ze třetího místa kandidátky. Od roku 2017 byla také členkou Petičního výboru, Výboru pro sociální politiku a Výboru pro zdravotnictví.
Ve volbách do Poslanecké sněmovny PČR v roce 2021 kandidovala za hnutí ANO 2011 na 14. místě ve Středočeském kraji, ale neuspěla (skončila jako šestá náhradnice).
Ve volbách do Senátu PČR v roce 2022 kandidovala za hnutí ANO v obvodu č. 28 – Mělník. V prvním kole skončila druhá s podílem hlasů 24,07 %, a postoupila tak do druhého kola, v němž se utkala s kandidátkou ODS Jarmilou Smotlachovou. V něm prohrála poměrem hlasů 34,77 % : 65,22 %, a senátorkou se tak nestala.
V krajských volbách v roce 2024 byla zvolen jako členka hnutí ANO zastupitelkou Středočeského kraje.
Ve sněmovních volbách v roce 2025 kandiduje na 14. místě kandidátní listiny hnutí ANO ve Středočeském kraji.